# Luidia ludwigi
Luidia ludwigi är en sjöstjärneart som beskrevs av Fisher 1906. Luidia ludwigi ingår i släktet Luidia och familjen sprödsjöstjärnor.

## Underarter
Arten delas in i följande underarter:
- L. l. scotti
- L. l. ludwigi